# 海神 (テレビドラマ)
『海神』（朝: 해신、ヘシン）は、韓国放送公社（KBS）が制作したテレビドラマ。2004年から2005年にかけて放送され、韓国にて平均視聴率30%、最高視聴率36%を記録した。全51話。原作は崔仁浩（チェ・イノ）の同名小説。総制作費150億ウォン。統一新羅の時代に実在した人物チャン・ボゴを主人公に、8世紀から9世紀の東アジアを舞台とする時代劇。
主演はチェ・スジョン、ソン・イルグク。チャン・ボゴの友人であり宿命のライバルであった閻丈(ヨムジャン)を演じたソン・イルグクは主人公以上の人気を博し、2006年の韓国MBC制作の歴史大作『朱蒙』の主役の座を射止めることになる。

## 出演
- チャン・ボゴ：チェ・スジョン、ペク・ソンヒョン(子役)
- ジャミ：チェ・シラ
- ヨムジャン（閻長）：ソン・イルグク、ホン・ヒョンギ(子役)
- チョンファ：スエ、イ・ヨニ(子役)
- チョン・ヨン：キム・フンス
- チェ・ムチャン：イ・ウォンジョン
- ソル・ピョン：パク・ヨンギュ
- イ・ドヒョン：キム・ガプス